# Burg Neutann
Die Burg Neutann ist eine abgegangene Höhenburg, an deren Stelle heute das Neutanner Schloss steht. Sie lag im Gebiet des heutigen Wohnplatzes Neutann der Gemeinde Wolfegg im Landkreis Ravensburg in Baden-Württemberg. Das Schloss wurde bis 2016 als Pflegeheim genutzt.
Die Burg wurde von den Schenken von Schmalegg erbaut und 1318 als „niuwen Tanne“ erwähnt.